# Robert Wilkie (politico)
Robert Leon Wilkie Jr. (Francoforte sul Meno, 2 agosto 1962) è un avvocato e politico statunitense, segretario degli affari dei veterani dal 2018 al 2021 nella presidenza Trump.
Prima di diventare il Segretario del VA, Wilkie ha ricoperto il ruolo di Sottosegretario alla Difesa per il personale dal 30 novembre 2017 al 30 luglio 2018. In precedenza ha anche ricoperto il ruolo di Sottosegretario alla Difesa per gli affari legislativi sotto all'amministrazione del presidente George W. Bush.

## Biografia

### Infanzia e studi
Wilkie è nato a Francoforte sul Meno, nella Germania occidentale, e ha frequentato la Salisbury Cathedral School in Inghilterra e la Reid Ross High School di Fayetteville, nella Carolina del Nord. Figlio di un ufficiale dell'esercito in carriera, è cresciuto a Fort Bragg, nella Carolina del Nord. È sposato con Julia Wilkie, che conosce fin dall'infanzia.
Wilkie prestò servizio nella Riserva della Marina degli Stati Uniti; attualmente si trova nella United States Air Force Reserve dove ricopre il grado di colonnello.

### Carriera

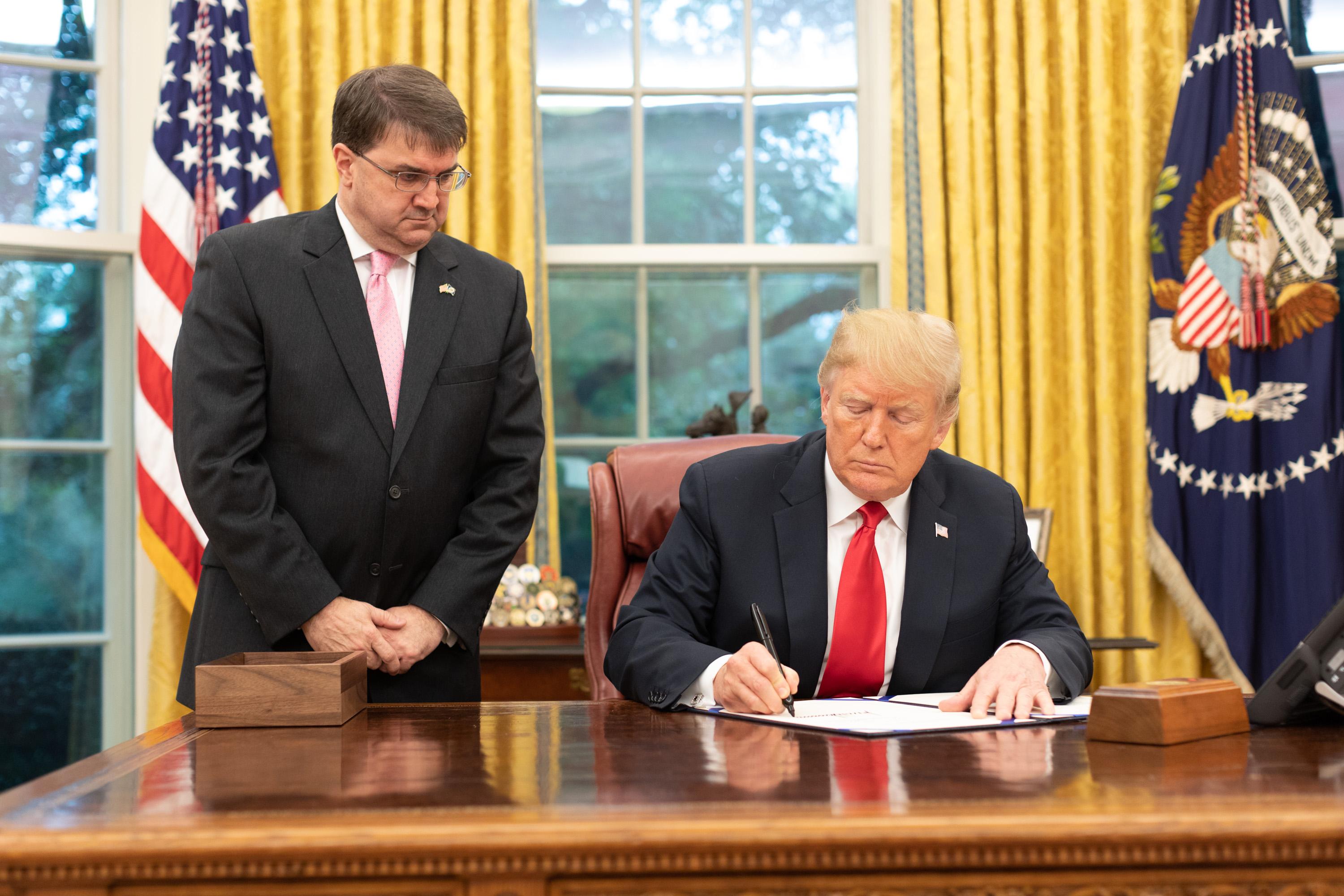
Wilkie osserva il presidente Trump che firma il Veterans Treatment Court Improvement Act del 2018.

Wilkie ha iniziato la sua carriera professionale a Capitol Hill come consigliere del senatore Jesse Helms, e in seguito è diventato direttore legislativo di David Funderburk. Nel 1997 ha iniziato a prestare servizio come consigliere per gli affari di sicurezza internazionale del leader della maggioranza al Senato Trent Lott, rimanendo in tale ufficio fino al 2003.
Dal 2003 al 2005, nell'amministrazione Bush, Wilkie è stato assistente speciale del presidente. Wilkie ha sviluppato la pianificazione strategica per l'attuazione del Trattato di Mosca, il Millennium Challenge Account, la ricostruzione irachena e l'espansione della NATO. Nel 2009, il Segretario alla Difesa Robert Gates gli ha conferito la Medaglia per il servizio pubblico della difesa, il più alto riconoscimento civile del Dipartimento.
Dal 2015 al 2017, Wilkie è stato consigliere del senatore Thom Tillis.

### Segretario degli affari dei veterani
Wilkie è stato nominato Sottosegretario alla Difesa per il personale e la disponibilità dal presidente Donald Trump nel luglio 2017. Questa nomina è stata confermata dal Senato il 16 novembre 2017.
Il 28 marzo 2018, il presidente Trump ha annunciato tramite Twitter che Wilkie avrebbe ricoperto il ruolo di segretario ad interim per gli affari dei veterani fino a quando il Senato non avesse confermato un successore. Il 18 maggio 2018, a seguito della nomina ritirata di Ronny Jackson, Trump ha annunciato che stava nominando Wilkie per ricoprire la posizione a tempo pieno. Il 23 luglio 2018, Wilkie è stato confermato dal Senato come Segretario per gli affari dei veterani, con un voto di 86-9. Ha prestato giuramento il 30 luglio 2018.
Nel 2019, è stato nominato 52º tra le 100 persone più influenti nel settore sanitario dal Modern Healthcare.
Il 2 marzo 2020, l'ufficio del vicepresidente Mike Pence ha annunciato l'aggiunta di Wilkie alla Task force contro il coronavirus della Casa Bianca.